# Белембаотиян
Белембаотиян (чамор. belembaotuyan, также belumbaotuyan, belenbaotuchan, belimbau-tuyan) — однострунный ударный музыкальный инструмент (музыкальный лук) народа чаморро, родом из Гуама. Происхождение инструмента до конца не установлено, но, вероятно, он имеет общие корни с бразильским беримбау — в XIX веке между Азией и Южной Америкой существовали устойчивые торговые отношения.

## Описание
Белембаотиян традиционно является частью свадебных и иных церемоний на Гуаме, таких как празднование месяца чаморро в школах, однако в последнее время музыкальный инструмент потерял популярность.
Название инструмента происходит от слов belembao («раскачивание деревьев») и tuyan («живот»). Подобно другим резонирующим музыкальным инструментам, таким как беримбау или хангу, игрок извлекает звук, прижимая резонаторный ящик к животу. Игрок может создавать вибрато, перемещая тыкву к своему телу и в обратную сторону.

## Конструкция
Белембаотиян состоит из прикреплённой к длинной плоской деревянной палке струны, при этом в верхней части музыкального инструмента находится резонаторный ящик. Струна обычно изготавливается из металлической проволоки или жёсткой нити, и аналогичный материал используется для удержания тыквы на месте. Резонаторный ящик натягивает нить, что позволяет производить два шага (ниже и выше), ударяя более длинные или более короткие участки натянутой струны. соответственно. На концах деревянной палки размещены ракушки для извлечения более чёткого звука. Длина деревянной палки может составлять от 1,2 до 2,7 метров.
Поскольку в прошлом на Гуаме нелегко было найти жёсткую проволоку, производители инструментов использовали проволоку из резиновых шин. Древесина, используемая для корпуса инструмента, обычно производилась из местных тихоокеанского палисандра или гибискуса. При этом чаще применялась более гибкая древесина молодых деревьев, а широкий корпус позволял получать лучший звук.
Резонаторный ящик обычно изготавливается из кокоса или плодов тагуа. Но хотя кокосовая скорлупа проста в обращении, она намного меньше, твёрже и склонна к растрескиванию.
Тонкая ударяющая палочка сделана из бамбука и обычно имеет длину около 0,3 метра. Струна традиционно изготавливалась из волокна дикого ананаса, на сегодняшний день заменённого металлической проволокой, производящий более громкий и яркий звук.